# Бабка бронзовая
Бабка бронзовая, или бабка обыкновенная, или бабка зелёная, (лат. Cordulia aenea) — вид разнокрылых стрекоз из семейства бабок.

## Описание
Длина 47—55 мм, длина брюшка 34—39 мм, длина заднего крыла 31—35 мм. Тело изумрудно- или бронзово-металлически-зелёного цвета. Лоб зелёного цвета, без ярко-жёлтых пятен. Нижняя губа и наличник жёлтого цвета. Глаза зеленоватые. Грудь со светлым опушением. Задние крылья имеют тёмное пятно в основании.

## Биология
Время лёта: середина мая — конец июля, август. Предпочитает весьма широкий спектр стоячих водоёмов, включая озёра, пруды, заводи рек, помимо этого — некоторые заболоченные водоёмы, включая торфяные болота. Наиболее часто встречаются около небольших озёр и прудов с чистой водой и большими зарослями водной растительности. Отдельные стрекозы могут улетать на удаление в 3—5 км от водоёмов.
Яйца самка откладывает вблизи берега на подводную растительность. Стрекозы встречаются около водоёмов, обычно в пасмурную погоду или по вечерам. Полёт относительно сильный. Развитие яиц длится в течение 1 или 8 месяцев (если остаются зимовать). Личинки ведут придонный образ жизни среди заросшей растительности. Развитие личинки длится 2—3 года. Окрыление происходит на надводных растениях, реже — на берегу.

## Ареал
Вид распространённый, многочисленный. Обитает в Европе, и в Азии до Дальнего Востока. На юге его ареал доходит до зоны лесов, а на севере заходит за полярный круг.